# Prvenstvo Jugoslavije u hokeju na travi 1982.
Jugoslavensko prvenstvo u hokeju na travi za 1982. godinu je osvojila momčad Subotičanka iz Subotice.

## Ljestvica
| poz. | klub                      | ut. | pob. | rem. | izg. | g+ | g- | bod |
| ---- | ------------------------- | --- | ---- | ---- | ---- | -- | -- | --- |
| 1.   | Subotičanka Subotica      | 14  | 10   | 2    | 2    | 32 | 7  | 22  |
| 2.   | Jedinstvo Zagreb          | 14  | 7    | 4    | 3    | 20 | 15 | 18  |
| 3.   | Marathon Zagreb           | 14  | 7    | 3    | 4    | 26 | 14 | 17  |
| 4.   | Partizan Zelina           | 14  | 3    | 7    | 4    | 13 | 14 | 13  |
| 5.   | Zorka Subotica            | 14  | 3    | 7    | 4    | 14 | 18 | 13  |
| 6.   | Mladost Zagreb            | 14  | 3    | 6    | 5    | 13 | 18 | 12  |
| 7.   | Elektrovojvodina Subotica | 14  | 4    | 4    | 6    | 13 | 25 | 12  |
| 8.   | Čukarički Beograd         | 14  | 1    | 3    | 10   | 14 | 34 | 5}  |